# Marinča vas
Marinča vas je naselje v Občini Ivančna Gorica.
Spada v občino Ivančna Gorica, ki šteje 13.254 prebivalcev.
Ima približno od 30 – 35 hiš.
Po zadnjih podatkih se pravi leta 2002 naj bi v vasi živelo 110 prebivalcev.
Leži na nadmorski višini 262 m, ter spada v dolenjsko pokrajino.
Mimo vasi teče tudi ena izmed lepših rek, to je reka Krka, ki ima izvir 3 km stran, se pravi iz  vasi Krka.
Vas ima tudi eno lesno proizvodnjo, ki se imenuje Lesar d.o.o., ter nedolgo odprto gostilno z imenom Gostišče na vasi.
V vasi so samo še trije kmetovalci, ki pa počasi tudi že končujejo svojo dolgoletno kmetovanje, le eden izmed njih še vztraja pri tem.
Šole ali trgovine nima, saj sta tako šola kot tudi trgovina od vasi oddaljeni samo 3 km.